# جنگل خلنگزار
جنگل خلنگزار (به انگلیسی: Heath forest) نوعی جنگل نمناک گرمسیری است که در مناطقی با خاک‌های اسیدی و شنی که از نظر مواد مغذی بسیار فقیر هستند یافت می‌شود. نمونه‌های قابل‌توجه کمپینارانا ریو نگرو در حوضه آمازون در آمریکای جنوبی و جنگل‌های ساندالند (که به عنوان جنگل‌های کرانگاس نیز شناخته می‌شوند) در بورنئو و جزایر مجاور هستند.